# Durante la tormenta
Durante la tormenta é um filme espanhol de suspense, drama e ficção científica de 2018, escrito e dirigido por Oriol Paulo. Foi produzida por Atresmedia Cine, Colosé Producciones, Mirage Studio e Think Studio (entre outros) e distribuida pela Warner Bros Pictures. É protagonizado por Adriana Ugarte, Chino Darín e Javier Gutiérrez Álvarez.

## Enredo
Uma misteriosa interação entre dois tempos faz com que Vera Roy (Adriana Ugarte), uma mãe casada e feliz, salve a vida de uma criança que viveu em sua atual casa 25 anos antes. Mas as consequências de sua boa ação provocam uma reação em cadeia que a faz acordar em uma nova realidade onde sua filha nunca nasceu.

## Elenco
- Adriana Ugarte como Vera Roy
- Chino Darín como Inspetor Leyra
- Álvaro Morte como David Ortiz
- Javier Gutiérrez como Ángel Prieto
- Miquel Fernández como Aitor Medina
  - Marco de Francisco como Aitor Medina (criança)
- Nora Navas como Clara Medina
- Julio Bohigas-Couto como Nico Lasarte
- Mima Riera como María Lasarte
- Francesc Orella como Doctor Fell
- Albert Pérez como Román
- Clara Segura como Hilda Weiss
- Silvia Alonso como Mónica
- Aina Clotet como Úrsula
- Ana Wagener como Inspectora Dimas
- Ruth Llopis como Profesora Miranda
- Belén Rueda como Dra. Sardón